# Fuorcla Curtegns
Die Fuorcla Curtegns (ⓘ; rätoromanisch fuorcla, furschela aus dem lateinischen furcula für ‚kleine Gabel, kleiner Bergübergang‘ und Curtegns zu rätoromanischen im Idiom Surmiran Mehrzahl von curtegn für ‚Baumgarten, eingefriedetes Grundstück‘) ist ein Alpenpass im Schweizer Kanton Graubünden. Mit einer Scheitelhöhe von 2657 m ü. M. verbindet er über die Val Starlera das Averstal im Westen, über die Val Curtegns die Val Nandro im Norden und über die Val Gronda und Val Faller das Oberhalbstein im Osten. Der Pass befindet sich westlich von Mulegns und östlich von Innerferrera.

## Lage und Umgebung
Die Fuorcla Curtegns gehört zum Forbesch-Arblatsch-Massiv, einer Untergruppe der Oberhalbsteiner Alpen. Über den Pass verläuft die Gemeindegrenze zwischen Surses und Ferrera. Er ist der Übergang von der Val Curtegns (Savognin, Radons in der Val Nandro) in die Val Gronda (Mulegns, Tga in der Val Faller). Die Hauptwasserscheide zwischen Surses und Avers verläuft nur rund 50 m westlich der Passhöhe, weshalb die Fuorcla Curtegns auch als Übergang von der Val Gronda in die Val Starlera (Innerferrera im Averstal) gilt.
Die Fuorcla Curtegns verbindet den Piz Cagniel (2975 m) im Nordosten mit dem Usser Wissberg (3052 m) im Südwesten.

## Routen zum Pass

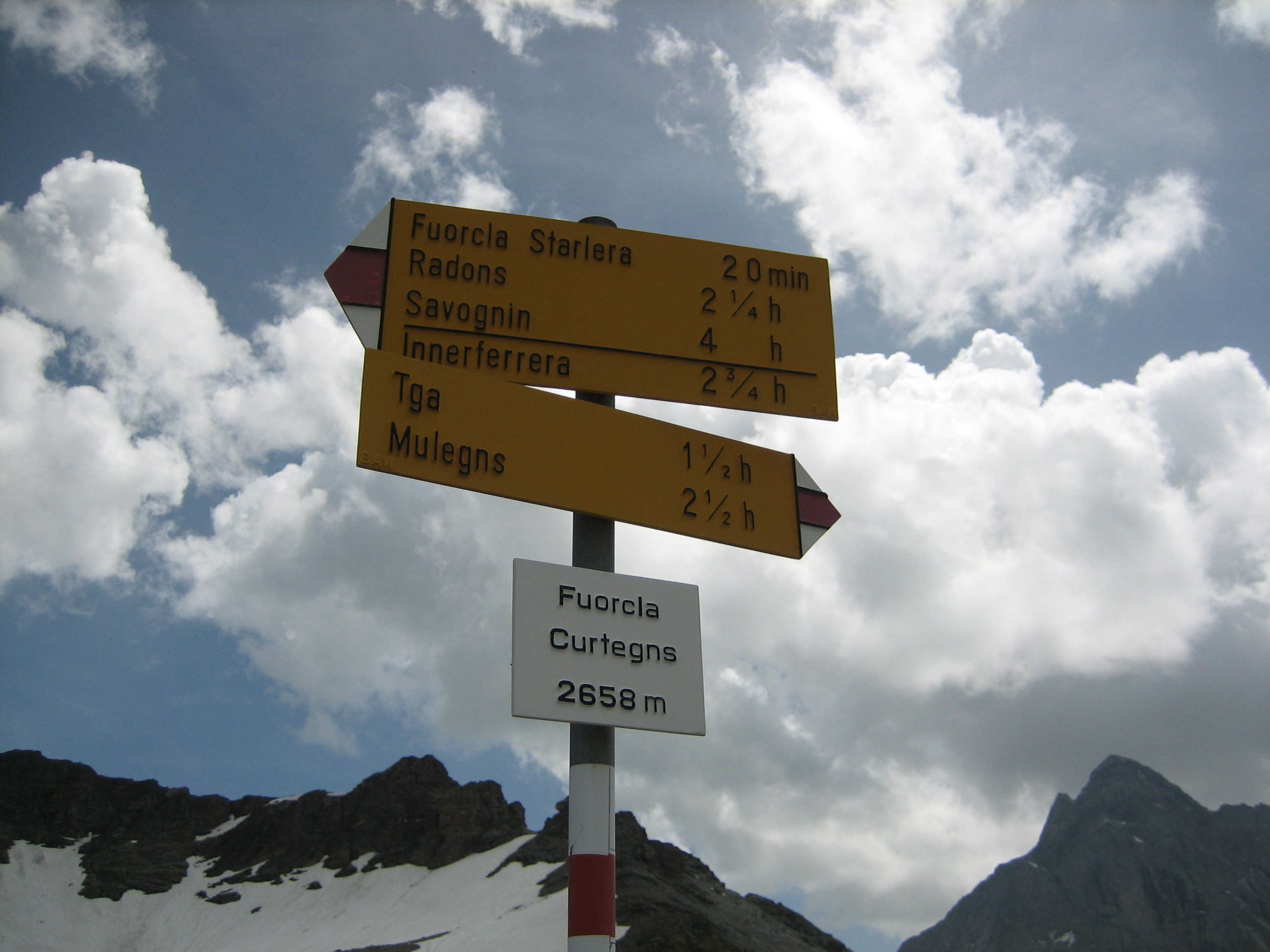
Wegweiser auf der Fuorcla Curtegns.

### Durch die Val Curtegns
- Ausgangspunkt: Radons (1893 m)
- Via: Val Curtegns vorbei an der Fuorcla Starlera
- Schwierigkeit: B, als Wanderweg weiss-rot-weiss markiert
- Zeitaufwand: 3 Stunden

### Durch die Val Gronda
- Ausgangspunkt: Mulegns (1481 m) oder Tga (1927 m)
- Via: Val Faller, Val Gronda
- Schwierigkeit: B, als Wanderweg weiss-rot-weiss markiert
- Zeitaufwand: 31/2 Stunden von Mulegns, 21/2 Stunden von Tga

### Über die westlichen Schuttfelder
- Ausgangspunkt: Cresta (1959 m)
- Via: Sattel (2719 m) zwischen Usser Wissberg und Hüreli
- Schwierigkeit: EB
- Zeitaufwand: 23/4 Stunden

### Durch die Val Starlera
- Ausgangspunkt: Innerferrera (1481 m)
- Via: Fuorcla Starlera (2516 m)
- Schwierigkeit: B, als Wanderweg weiss-rot-weiss markiert
- Zeitaufwand: 4 Stunden

### Über die Tälifurgga
- Ausgangspunkt: Cresta (1959 m)
- Via: Tälifurgga (2822 m)
- Schwierigkeit: EB, als Wanderweg weiss-rot-weiss markiert
- Zeitaufwand: 23/4 Stunden

## Galerie

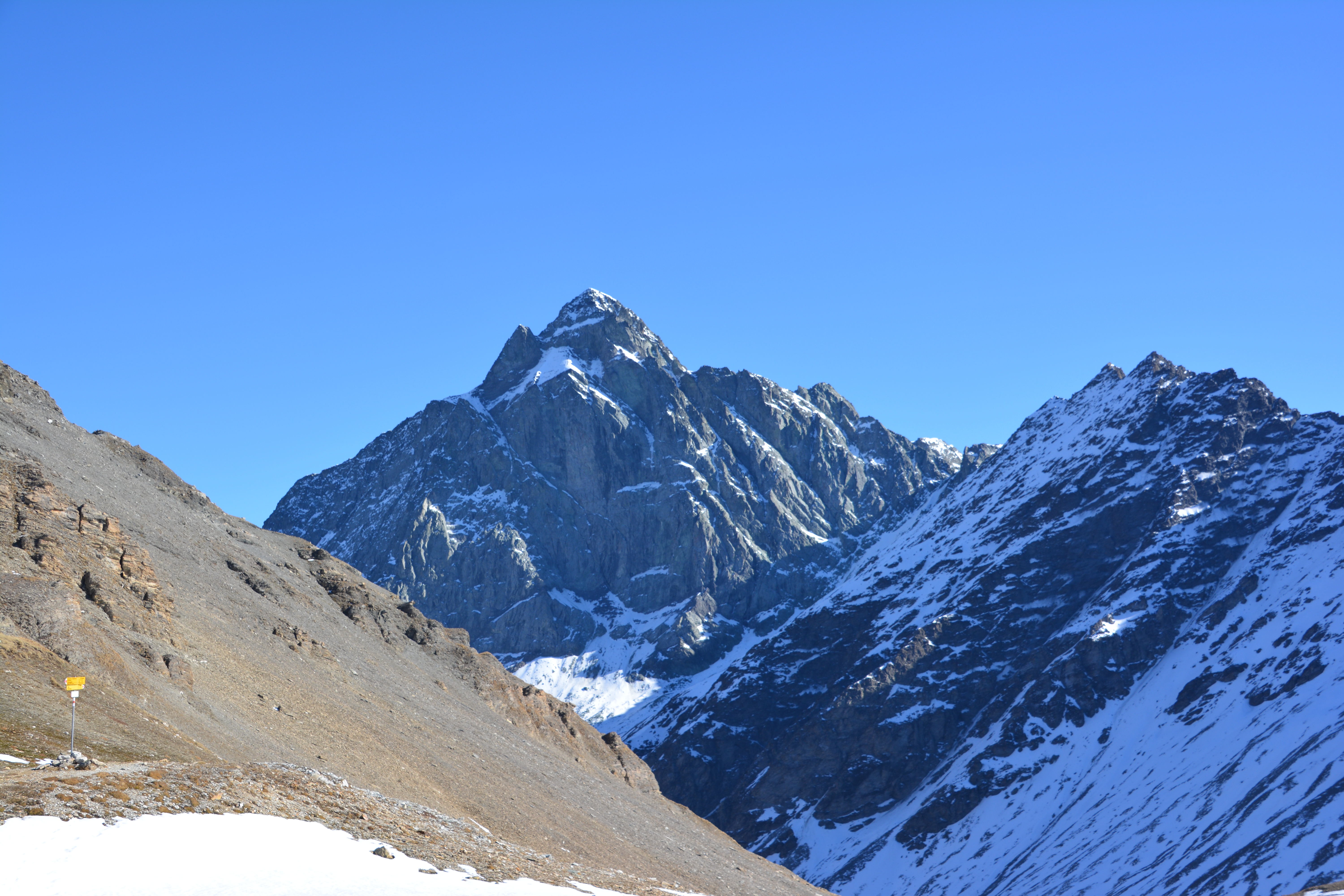
Blick nach Osten zum Piz Platta.
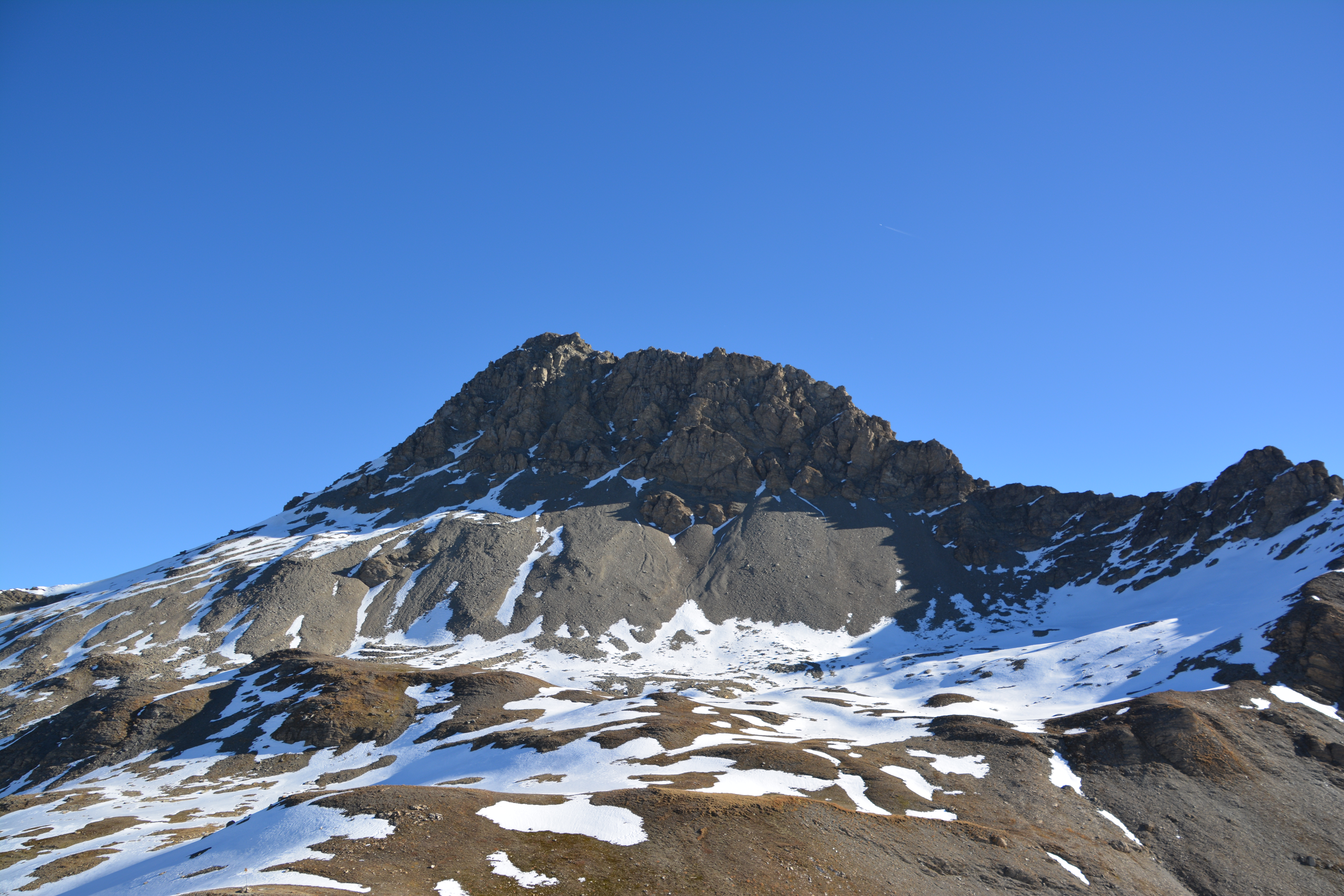
Blick nach Norden zum Piz Cagniel.
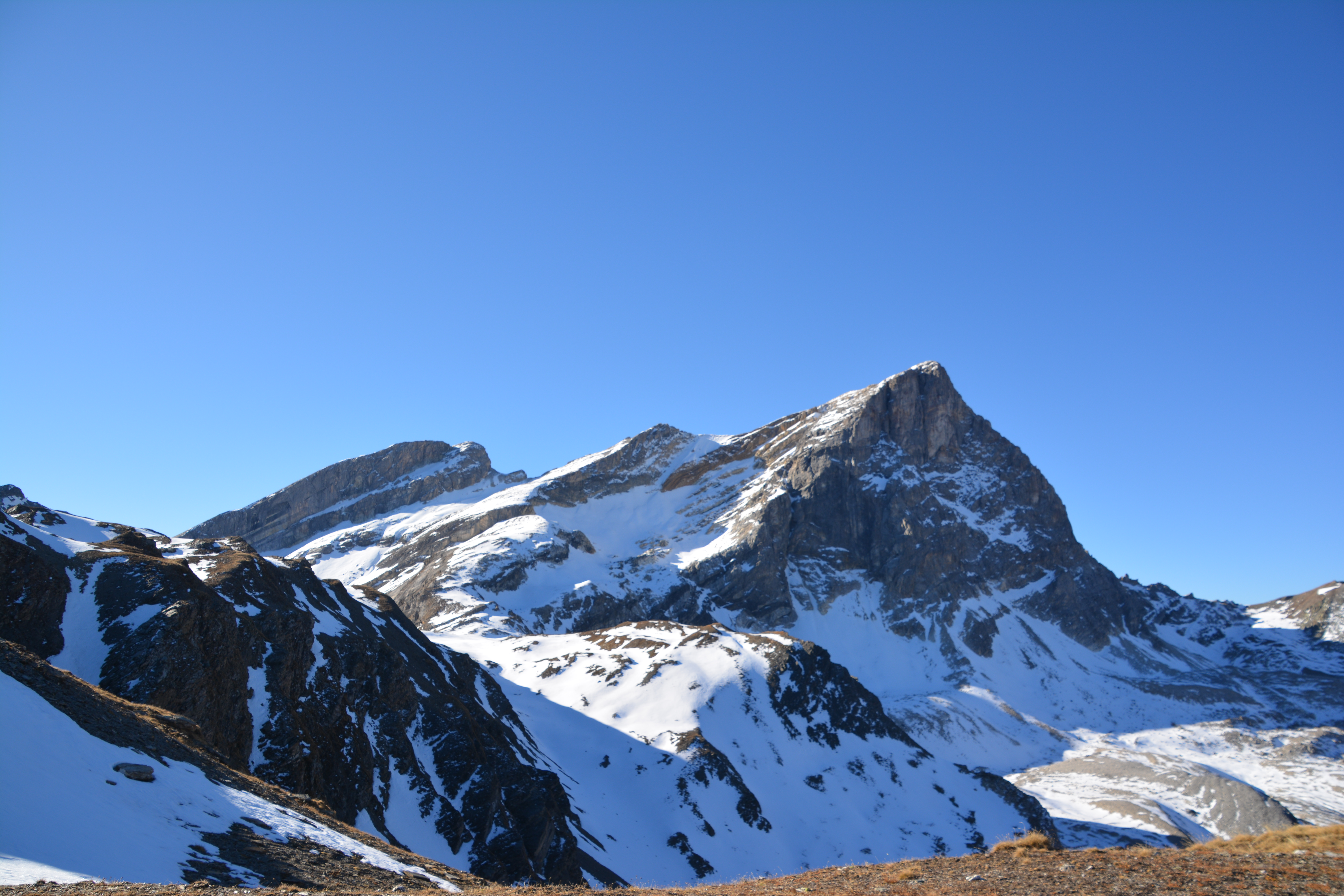
Blick nach Südwesten zum Usser Wissberg.
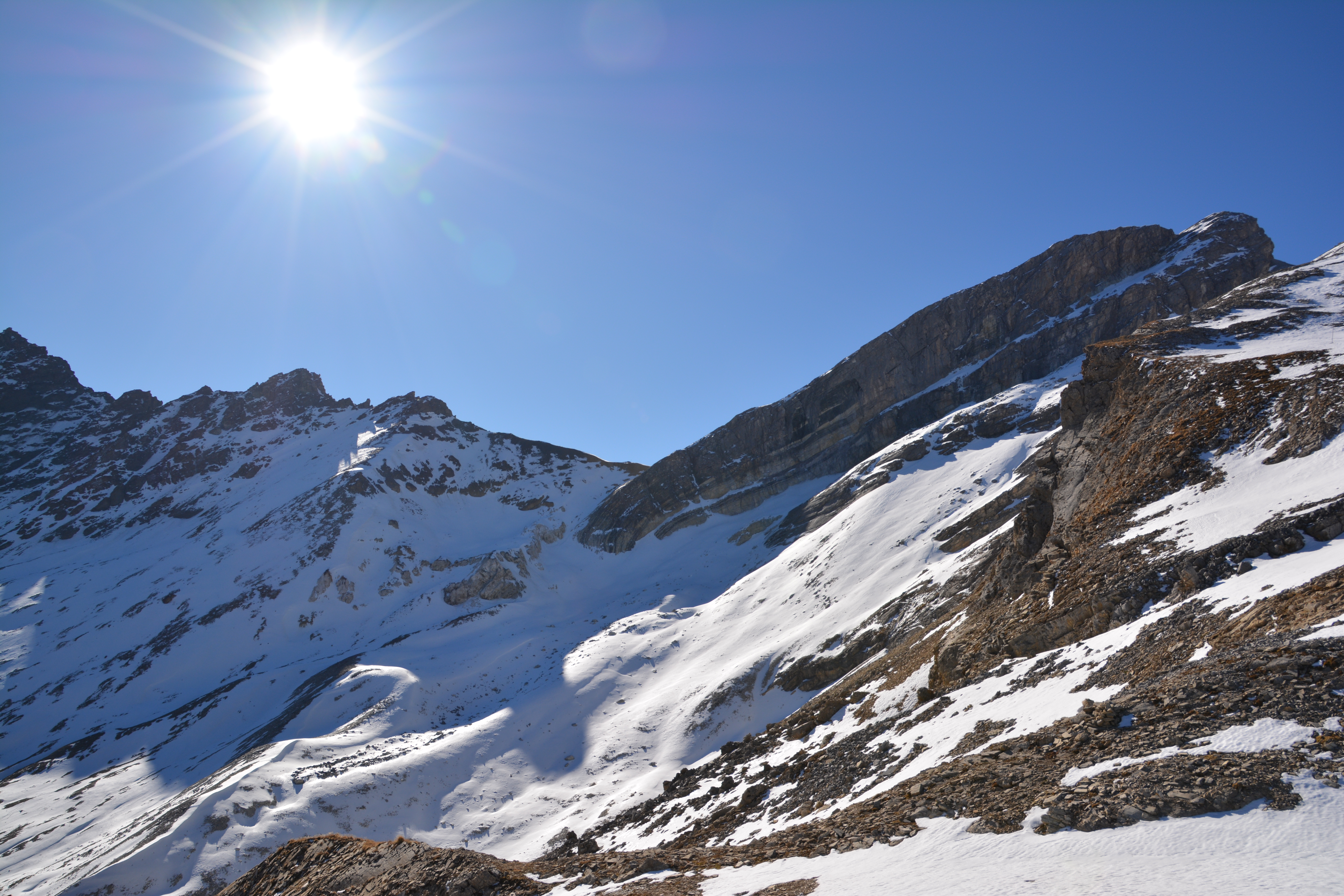
Blick nach Süden zur Tälifurgga.